# Tim Guinee
Timothy Guinee (n. 18 noiembrie 1962 în Los Angeles) este un actor american.
Tim are doi frați și două surori cu care a copilărit împreună în statele Illinois și Texas. Tim Guinee a urmat cursurile școlii superioare de artă din Houston, Texas, iar pe urmă a fondat o grupă teatrală. Studiile în cadrul artelor dramatice le-a promovat în New York. În timpul filmărilor pentru „Hallmark Hall of Fame: Lily Dale“ (1996), o cunoaște pe viitoarea sa soție care este fiica lui Horton Foote, distins cu Premiul Pulitzer. Tim Guinee are nenumărate contribuții în domeniul cinematografiei.

## Televiziune

### Seriale
- Criminal Minds
- In the CSI franchise

1. CSI: Crime Scene Investigation
2. CSI: New York
3. CSI: Miami

- Friday Night Lights
- Ghost Whisperer
- Golden Years
- In the Law & Order franchise

1. Law & Order
2. Law & Order: Criminal Intent
3. Law & Order: Los Angeles

- L.A. Law
- Level 9
- Medium
- Numb3rs (season 7, episode 3)
- NCIS
- Spenser: For Hire
- Stargate SG-1
- Strange World
- The Division
- The Outer Limits
- The Practice'
- The West Wing
- Wiseguy
- Without a Trace
- 24 (season 7)[2]
- Smallville (season 7)
- Lie to Me (Recurring)
- Terminator: The Sarah Connor Chronicles (unaired pilot)
- Revolution

### Filme și miniseriale TV
- Gore Vidal's Lincoln
- Alex Haley's Queen
- Personal Velocity
- Warning: Parental Advisory
- The Road From Coorain
- The Lost Room
- Elvis
- Vinegar Hill
- The Suitor
- Brave New World
- Lily Dale
- Follow the River
- Breathing Lessons

## Filmografie
- AmericanEast
- The Pardon
- Black Day Blue Night
- Beavis and Butt-Head Do America
- Blade
- Broken English
- Courage Under Fire
- How to Make an American Quilt
- Iron Man
- Iron Man 2
- John Carpenter's Vampires
- Ladder 49
- The Private Lives of Pippa Lee
- Stargate: The Ark of Truth
- Sweet Land
- Tai-Pan
- The Young Girl and the Monsoon